# جواو كورسو
جواو كورسو (بالبرتغالية: João Corso‏) هو قاضي برازيلي، ولد في 30 مارس 1928، وتوفي في 15 أكتوبر 2014.